# Парфьонов Олег Борисович (Парфьон)

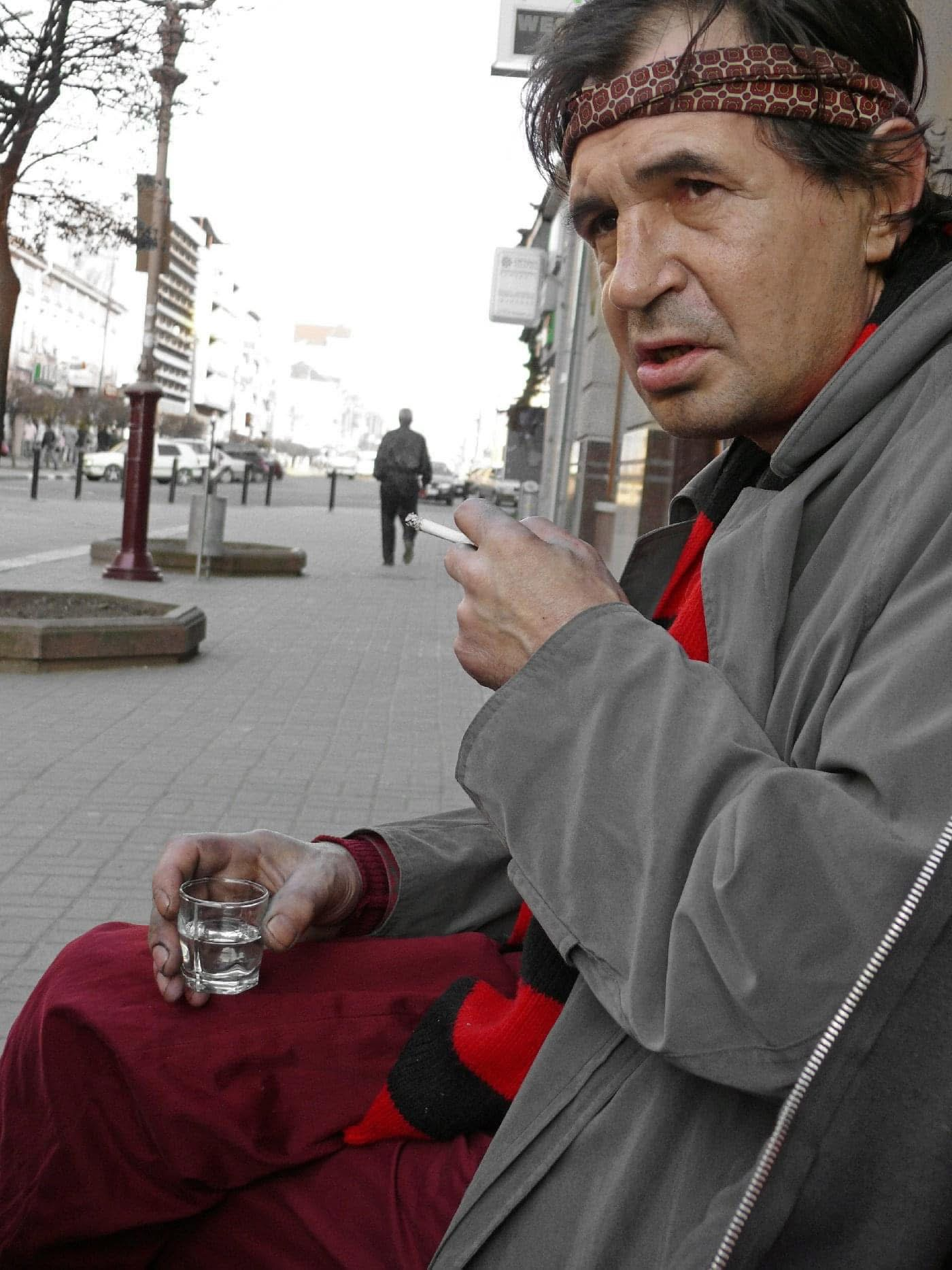

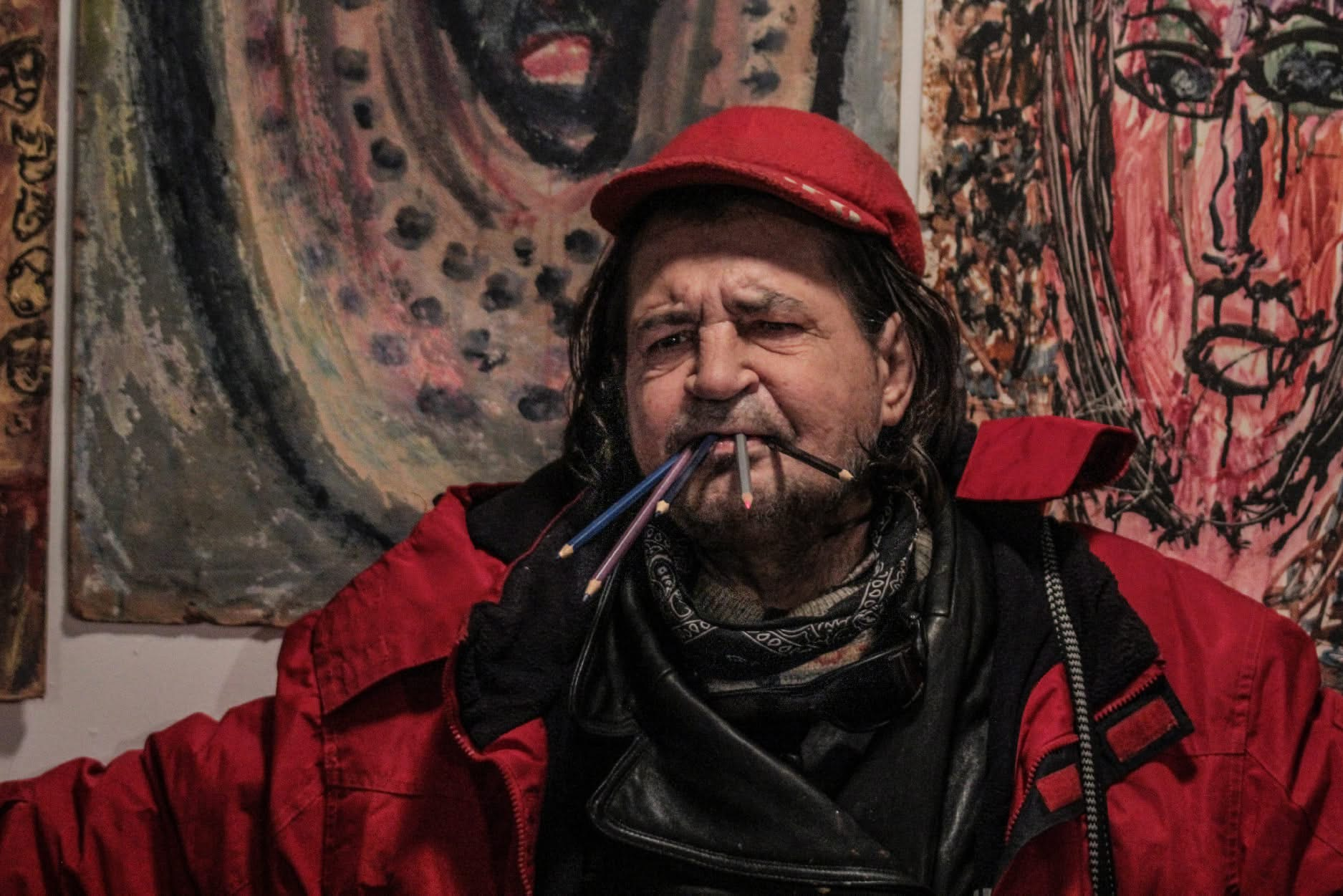

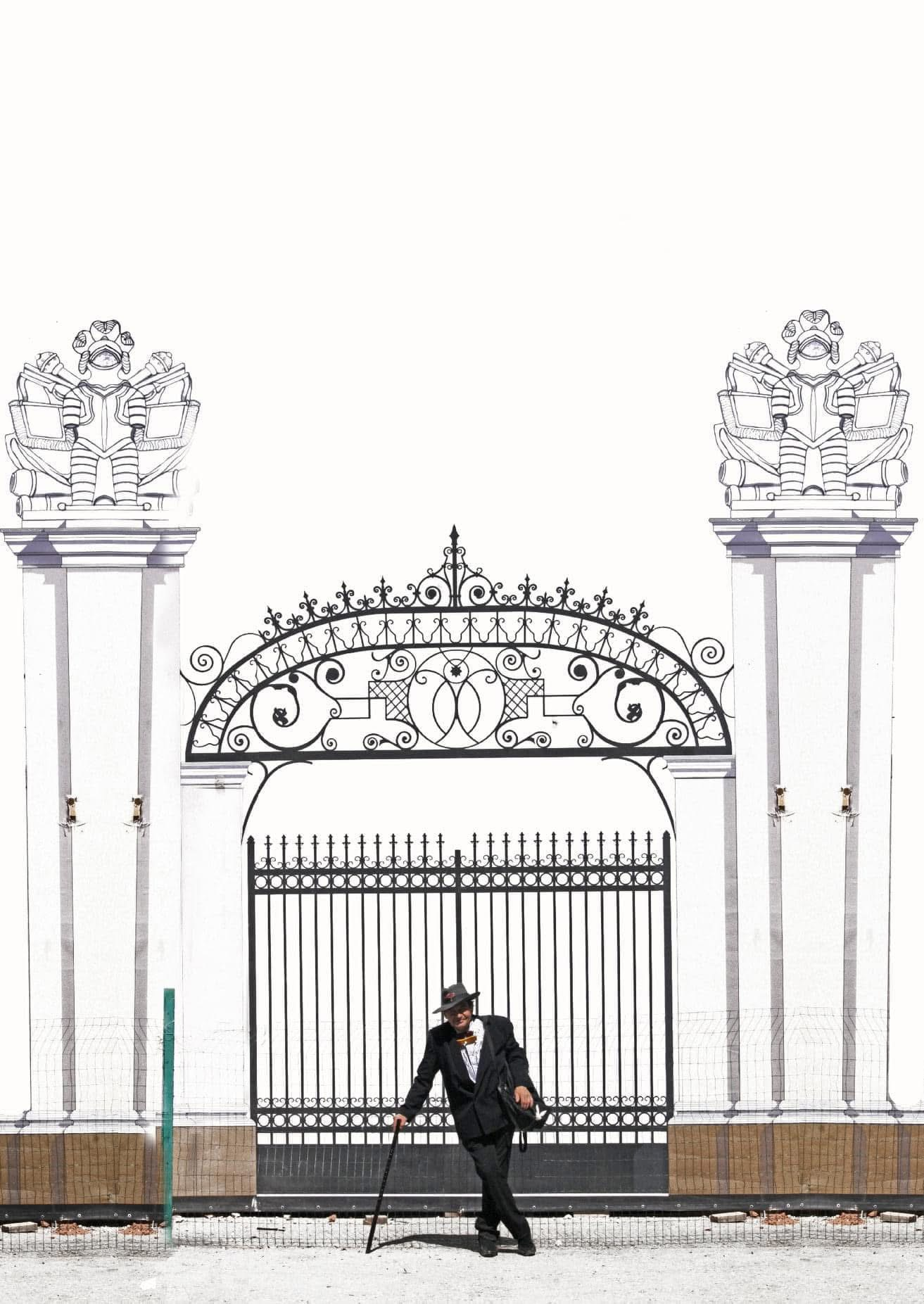

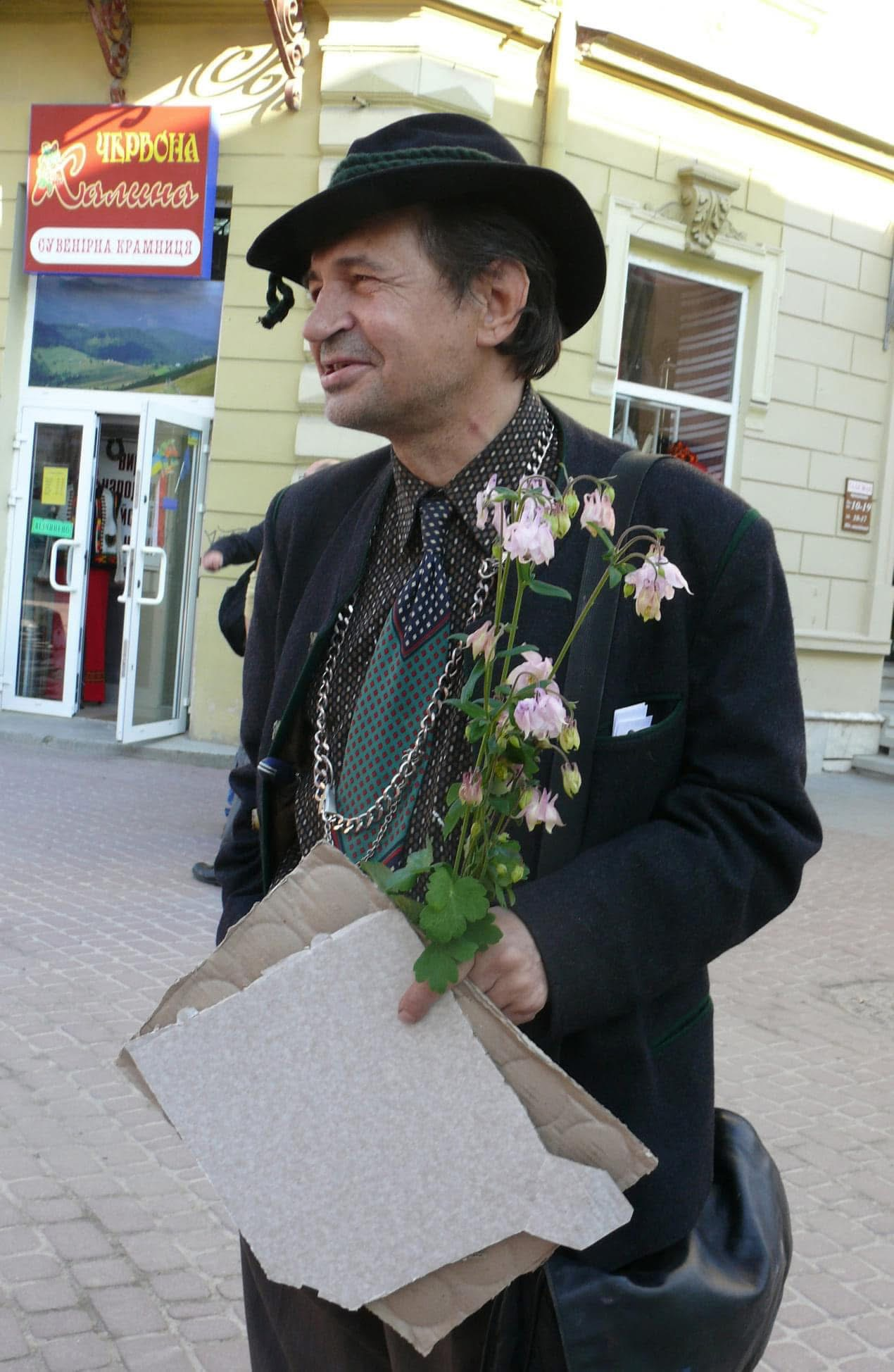

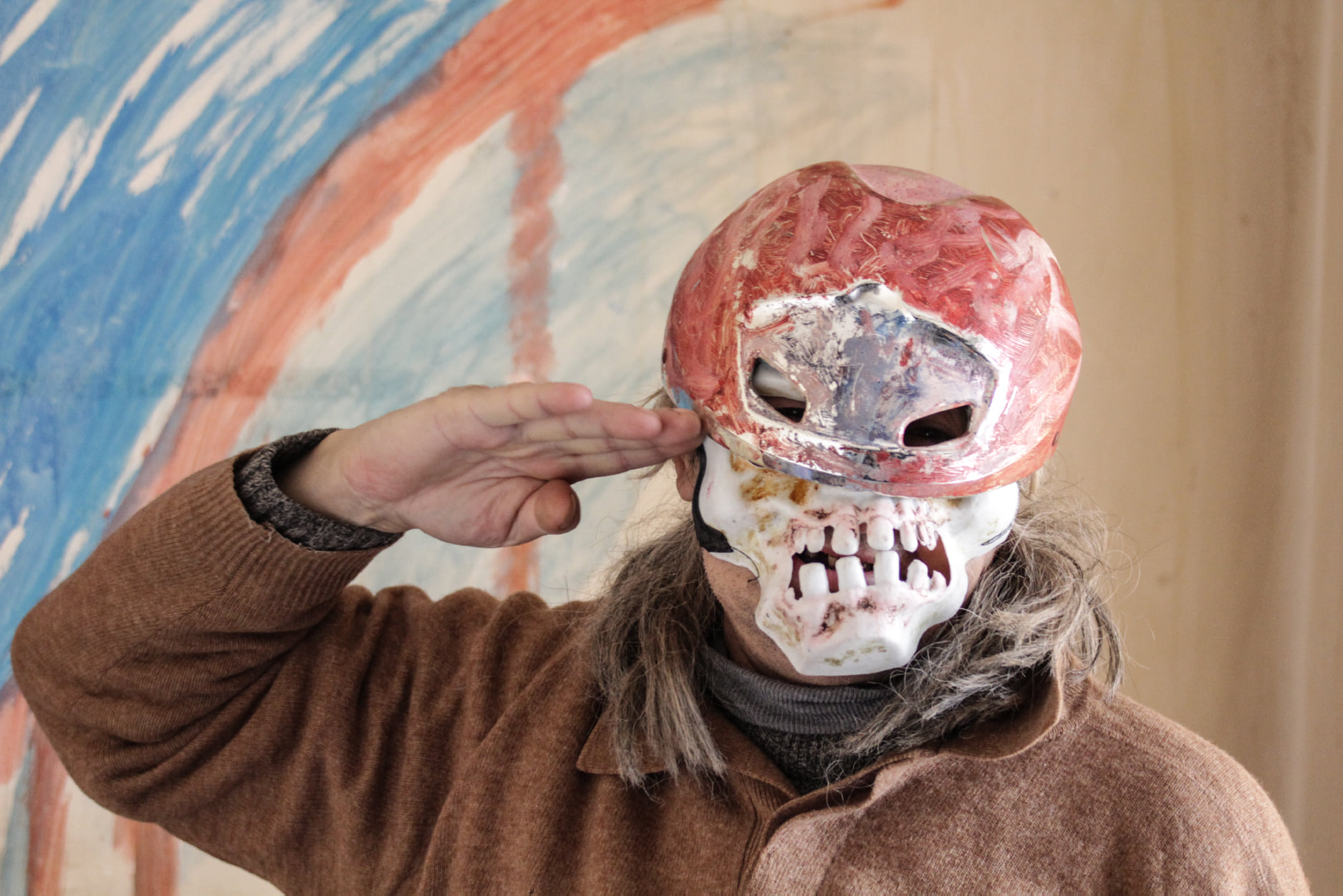

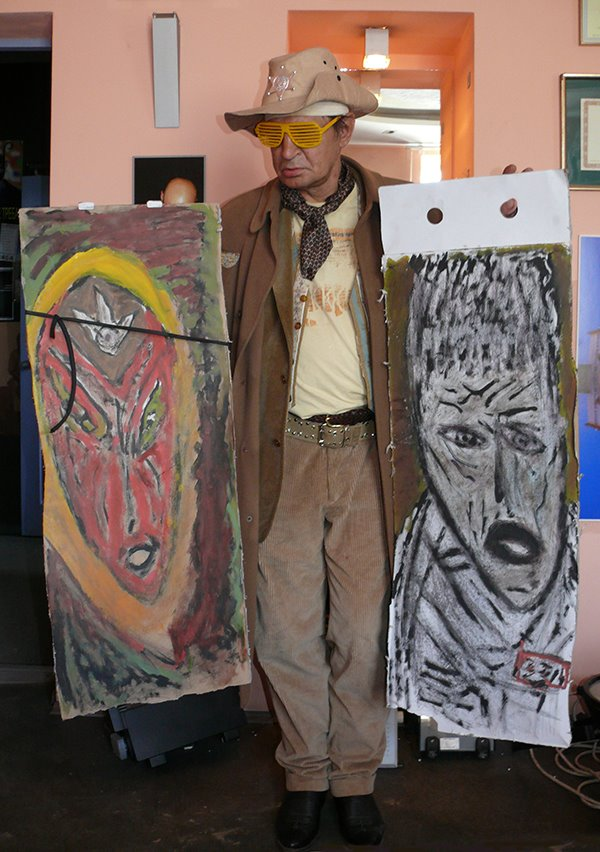

Парфьонов Олег Борисович (Парфьон) (3 червня 1954, Ленінград, СРСР - 14 грудня 2014, Івано-Франківськ, Україна) - вуличний художник і музикант, світський лев і моноактор. Народився в Ленінграді, більшість життя провів у Івано-Франківську, спочатку музикуючи в ресторанах і на вечірках, потім малюючи на вилицях, скверах і літніх майданчиках. Його твори можна віднести до шорсткого аутсайдер-арту, або art-premier - первинного, не зіпсутого професіоналізмом мистецтва, що нехтує правила, цензуру, академізми і уникає визнання. Парфьон - винахідник жанрового підвиду алко-арт: саме алкоголь тут розкидає знаки питання й оклику, утворюючи систему пунктуації почуттів. 
І якщо ар-брют є своєрідним протестом проти визнання чогось беззаперечним чи геніальним (вважав, що світ псують ті, хто вірять у геніальність, вони підтримують підпорядкування, вони - розсада конформізму), то випадок Парфьона – це алкопротест. Він дефілюючий перформансист, епатуючий емпат, непрактикуючий ковбой, неупійманий панк, байкер на байках, фліртуючий тусовщик - це ролі, до яких він примушував себе сам, вимушено проходжаючись містом кілька разів на день щоразу в іншому образі з місією колориста-випробовувача: відважно і маніпулятивно випробовував непідготовлених франківських перехожих кольорами і формами свого одягу. Для цього переодягався кiлька разiв на день і дефiлював центром в чомусь наративному — в хокейному панцирі на плечах, у фетровому стетсоні на перуковій основі, в бахромі на шкiряних ґлянцевих штанах, в індіанському оперенні чи в папасі букінґемського вартового заввишки 46 см, чи у блискучо-слiпучому нiкельованому байкерському шоломі — цільнометалевому, чи у ватиканській рясі, або, як меноніт, у джинсовому комбінезоні на шлейках, перемінно — з безліччю дрібних натiльних артефактiв, переважно колото-різальних: ордени, значки, вимпели, тату.

## Художні особливості
Всі поєднання кольорiв продумані й прораховані ним до найменших подiлок шкали одиниць кольору. Результат такої точнотворності досліджує глядача, як проба Роршаха. І на перший погляд більшості піддослідних, одягається і поводить себе цей чи то дивак, чи то прохач, ніби хронічно обманутий прогнозами погоди й календарями. 
Візуальна присутність Парфьона робить кожну стать. Він був першим вiтчизняним гiпстером. А якби не вітчизняним, то став би ідолом гіпстерів у позачасовому екзилі, чия головна місія — з’являтися. І він з’являвся: то як хвіст мезозою, то як піна прибою, то як олово припою, то як комсорг застою, то як опір — стіною, і це назвалось: парфьонманси.
Початково Парфьон - піаніст, композитор. Але творчо самовиявлятись в центрі міста з фортепіано якось проблемно, тому в ньому переважив художник. Він це пояснював з притаманною філософинкою: я малюю тому, що є люди, здатні сприймати музику тільки очима.
З його робіт видно, що він мав філософію певної приреченості людини, котра завжди на межі і нехтує інстинктами самозбереження. Причому малюнки його абстинентної фази майже пастельно-волошкові, привітні, заквітчані, а інші — хардові, з твердим контуром і заземленням.
Це Парфьон вважав доказом того, що малює не душі, як то йому приписували. Бо ж вигляд душі не залежить від чийогось тілесного стану, і взагалі душі не люблять малюватись і вислизають від людської уяви.
Зобразити душу – все одно що образити. Душа, якщо покидає, то назавжди – заявляв він – і для цього не конче вмирати. Душа не вміє повертатись. А його зображення повертаються. Іноді він їх знаходив на літниках - там, де забув напередодні.
Майже всі вони не підписані, бо автор вважав, що важливіша впізнаваність почерку пензля. Своєрідним підписом був характерний його запах одеколону, який в’їдався в роботи від рук. Одеколон теж був його хендмейдом. Тобто стилістом Парфьон був у всьому.
Свій стиль малювання він називав спектакулярний компульсіонізм. Компульсіонізм — бо малює завжди одне й те ж, але завжди по-різному. А спектакулярний — тому що така картина готова до експлуатації лише після того, як пройде видовищну ініціацію. Тобто він має пройтись з нею на людях в несправжньому, театральному образі. Бо творчість — це чесний спосіб збрехати.
Хоча його роботи – це чесний, чистий, не заплямований класичними навичками аутсайдер-арт, чи art premier, частину якого можна назвати алко-артом: ту частину, в якій алкоголь розкладав знаки питання й оклику, утворюючи систему пунктуації почуттів.
Бо якщо ар-брют є своєрідним протестом проти визнання чогось геніальним (а світ псують ті, хто вірять у геніальність, вони підтримують підпорядкування і є розсадниками конформізму), то у творчості Парфьона є потужний алкопротест.
Сам свої роботи він пояснював так: уявіть собі лице одної людини, а потім уявіть його через 25 років, після пережитого потрясіння. А потім уявіть фактурну плівку, на якій відбито всю відмінність, всі пережиті потрясіння, здригання і втрати. То ці картини – і є цією плівкою, нанесеною на картон. З відбитками, скажімо, пережитих за 25 років емоцій, метань і потрясінь, але передусім - втрат. Скільки би ми чогось не набували з віком, ми несемо втрату, тому наші руки завжди зайняті, доросле життя - це урочисте жертвопронесення. Тобто прообрази цих малюнків не лиця, а незмивні нашарування:

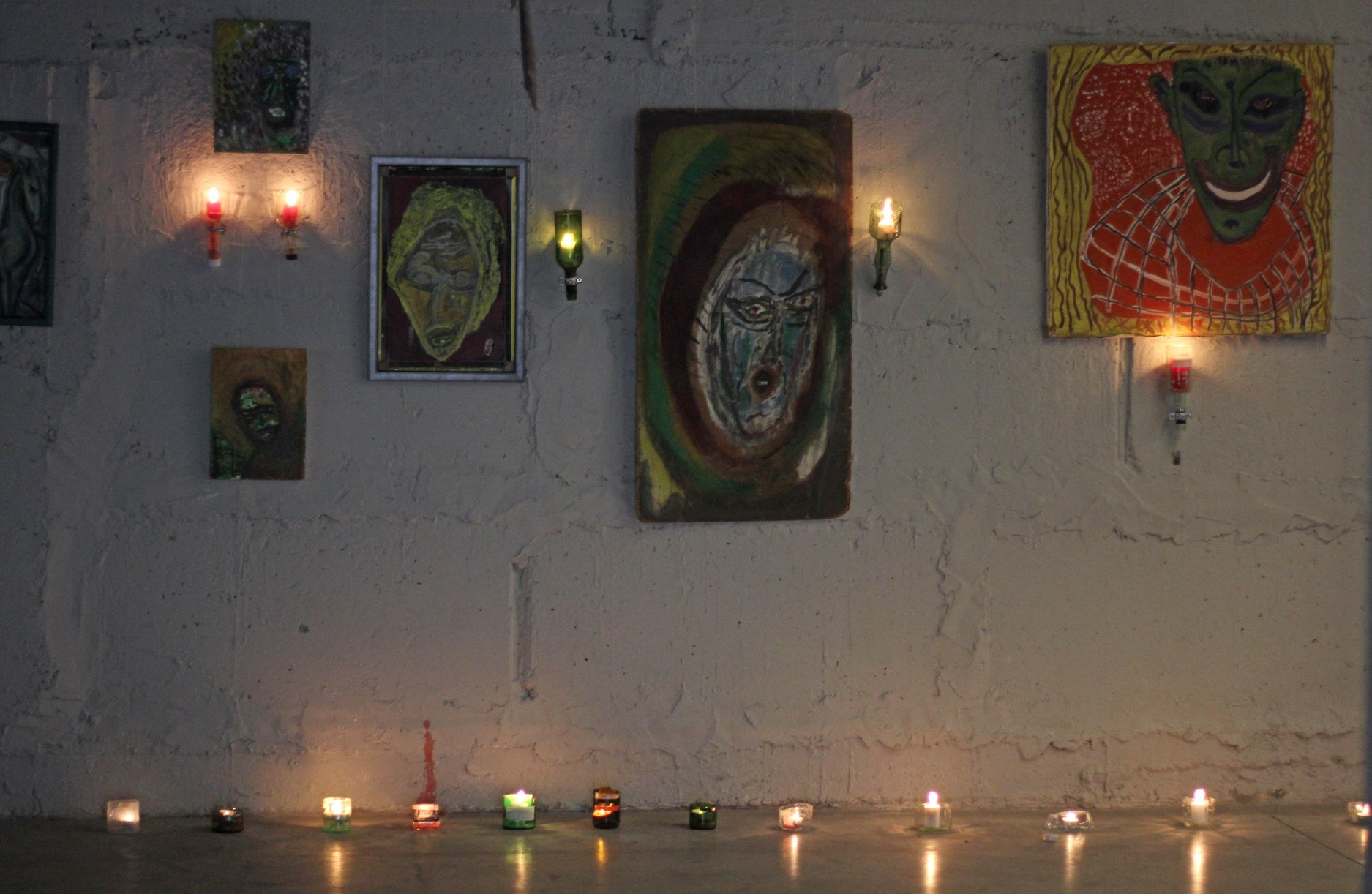

- Я малюю різницю, і вважаю найтупішим питання «яка різниця?». І, можливо, людство по-справжньому навчиться омолоджуватись лише, коли винайде технологію, як зривати ці мої малюнки зі своїх лиць – як в дитинстві ми вміли відклеювати імпортні марки із закордонних конвертів – над парами киплячого чайника. І коли винайдуть такі пари для лиця, на цих парах зможе мчати зворотньо до нас збігла, було, молодість. Хоча насправді, молодість – це не стан лиця, а перспектива розуму, тобто короткий проміжок часу, коли на цю перспективу є надія. Отже, мої роботи, фактично, наукові. Можливо, якось так виглядала би вся наука, якби нею займались правою, інтуїтивною півкулею, котра накопичує чуттєві спостереження, а не розважливо-прохолодною лівою.
Альона Каравай, співзасновниця Асортиментна кімната, кураторка художніх проектів: Художник Олег Парфьонов, перебуваючи на периферії художнього процесу, мимоволі починає працювати з темою відсутності. В багатьох цитатах та переказаних історіях використовує слова: «дозволити собі себе невідомого», «право на відсторонення дійсності», «головне — вчасно перестати розуміти». У наслідку, вплітання забуття у творчий підхід було необхідністю для Парфьона. Корекція підходу до створення зображень відбулась також з огляду на фізіологічні особливості після тривалих алкогольних інтревенцій у власний життєвий світ. Забуття стало слугувати не тільки для екстравагантного опису власного методу, проте створило справжню дистанцію від зображуваного об’єкта.
Кадан Микита: Навіщо Парфьон весь час малював обличчя? Думаю, це було найелементарніше «я є, я тут». Позначення себе перед іншим, позначення присутності іншого перед власними очима, позначення співприсутності з іншим. Дихотомія лиця-тіла. Тіла бідності відчувають голод, мучаються похміллям, смердять. Займають місце, де могло б відбутись щось більш «успішне». Не репрезентують себе, перебувають у санітарній зоні ігнорування. Лиця ж позначають спільність у людському й людяному. Спів-людське. Спільне право на спільний світ. В цьому сенсі навіть не настільки важливо, що цей ряд парфьонівських облич виглядає як карнавал демонів.  Кінець кінцем, немає жодних гарантій що твоє обличчя в очах іншого таким не є. Тут присутні роти, носи та очі. Контур окреслений дугоподібними чи прямими лініями. Іноді зʼявляються хрестовидні структури, на яких обличчя ніби розіпʼяті. Достатньо, щоб позначити присутність іншого. Достатньо, щоб обличчя іншого стало дзеркалом для твого власного. Ти серед інших. Ти є. Ти був. Ти є.
Шпук Ростислав: Відчуття смерті супроводжувало Парфьона з десяток років, бо жив він на межі і ніби в пошуках меж цієі межі, тому мав гостру потребу залишитись хоч у такій колекції, вона стала формою його післяжит-тєвого існування. І, можливо, його творчість була пошуком саме цієї форми. Весь інстинкт самозбереження пішов у неї. Окрім накопиченої у мене «нерозпорошеної частини» спадщини, є ще багато робіт, залишених Парфьоном «вроздріб» приятелям. Їм тепер теж загрожує багатство.
А якщо би ці малюнки викласти на височезну стіну довгою килимовою доріжкою по дві в ряд, то ми отримали б щось схоже на шлях Парфьона від землі до неба. Вони навіть мають форму слідів, які не пов-торюються: у справжнього художника кожен слід інший. А в його випадку вони ще є й відбитками са-мовиснаження. Ці кроки прискорювались до кінця доріжки: навіть майже цілком втративши швидкість, він покидав світ з розгону і намагався малювати чим раз більше.
Зрештою, нетрадиційний підхід до всього передбачає й нетрадиційний вихід з усього.

## Остання путь
Виставки Парфьона відбувались за життя в Івано-Франківську: у Центрі Сучасного Мистецтва і "Галерея Є" та після смерті: в Українському Домі (Київ), Підземному Переході "Ваґабундо", Івано-Франківському Краєзнавчому музеї. Ці експозиції можна прийняти за виставку масок.
Помер від запущеного цирозу печінки, похований на Чукалівському кладовищі, квартал №136. 
Похорон Парфьона пройшов, як прощальний вертеп. Строката похоронна процесія нагадувала потяг, що попереджувально ревів на підʼїзді до перону. Гуділи труби, ритм шпал і коліс вистукували джембе і барабани. Замість вінків мер Перкалаби посадив на могилі молоду ялину. Потім авторський надмогильний памʼятник створив Юрій Боринець

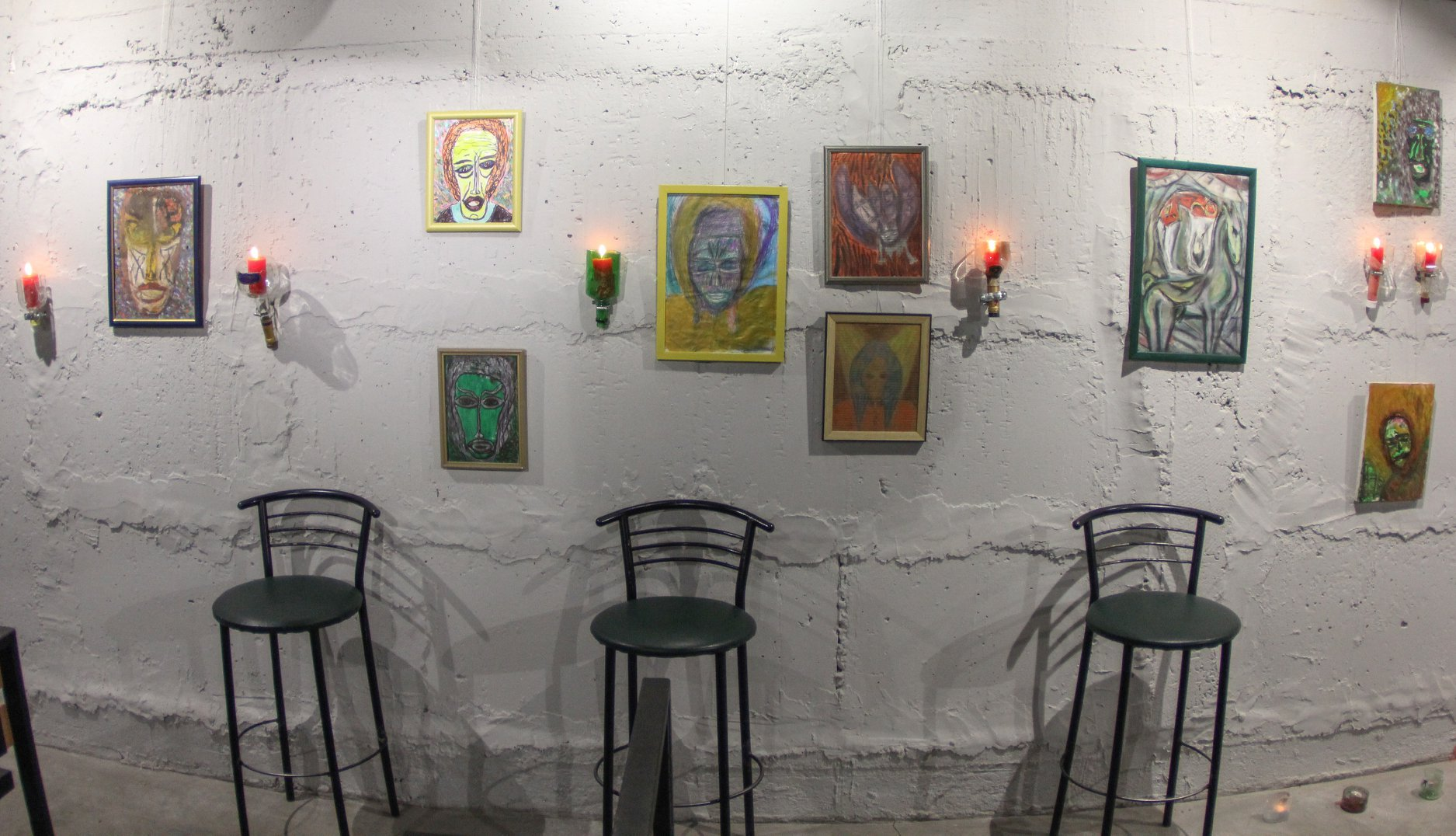

Парфьон став лейтмотивним персонажем книжки "Модельний ряд. Хроніки" Ростислава Шпука видавництва Видавництва "Пʼяний корабель"

## Посилання

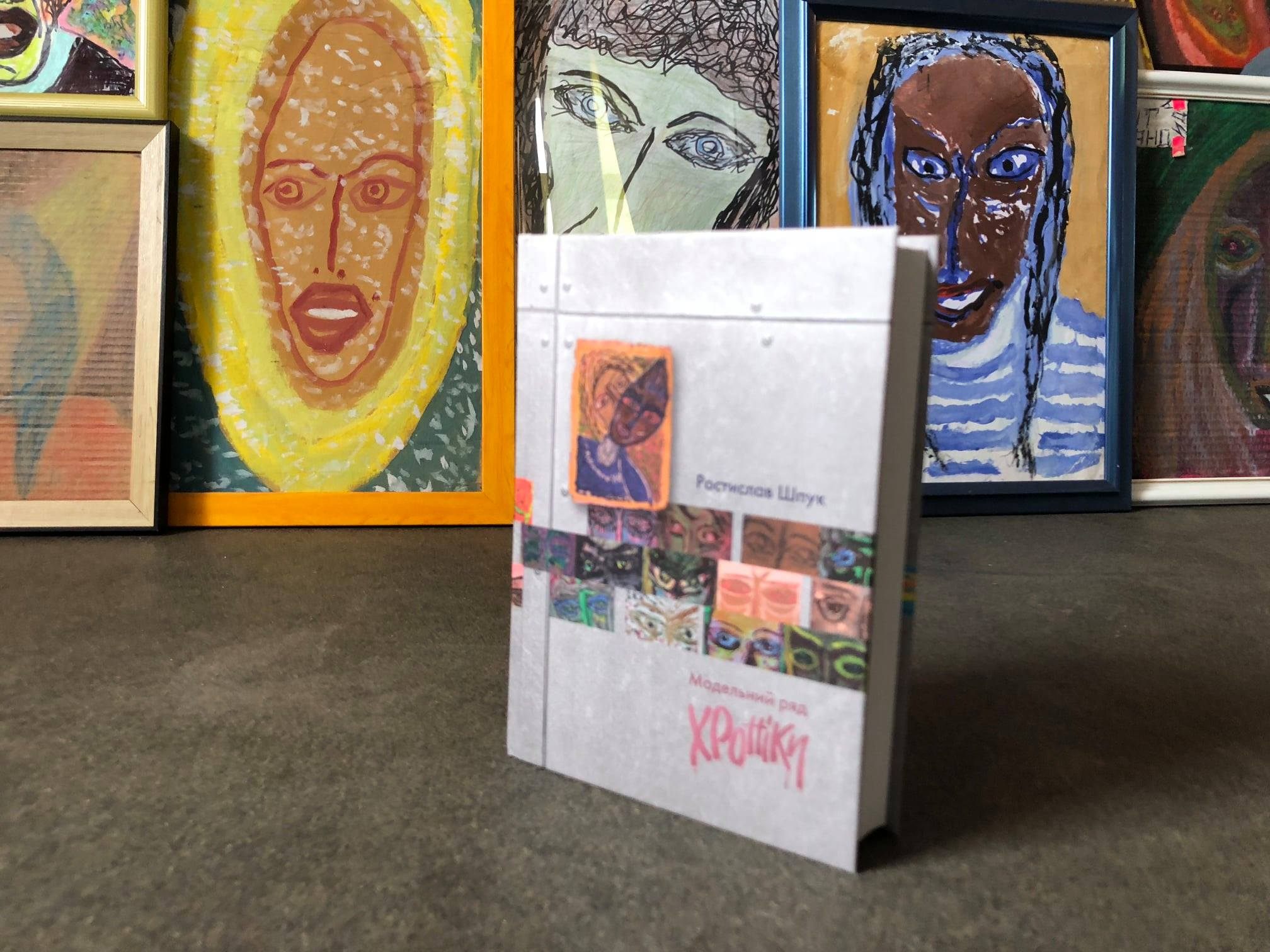

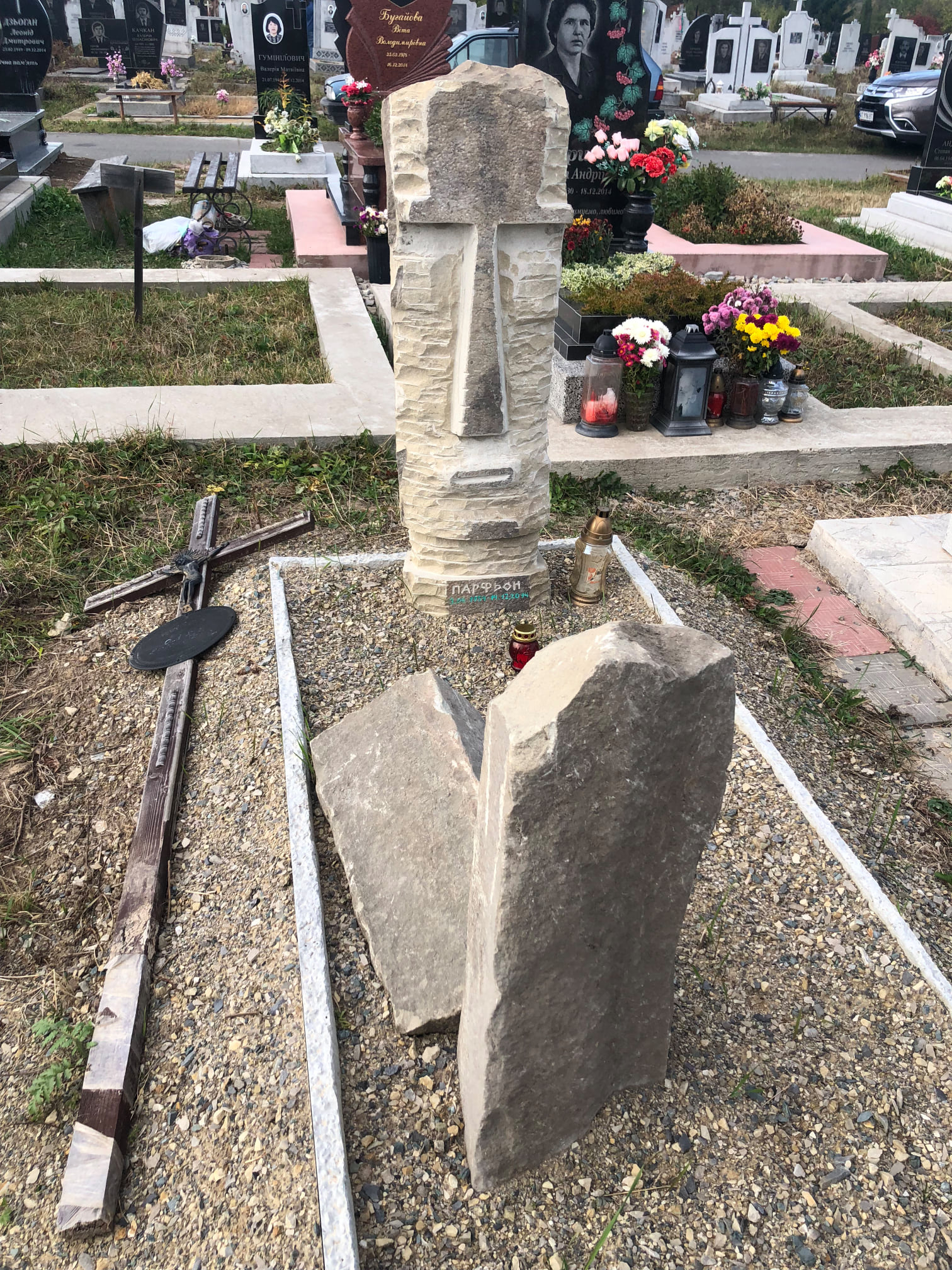